# Georges Ghosn
Georges Ghosn est un journaliste et homme d'affaires franco-libanais, qui a successivement racheté les groupes de presse de La Tribune, Le Nouvel Économiste et France-Soir.

## Biographie

### Premiers succès
Né le 15 janvier 1954 à Beyrouth, Georges Ghosn est le fils de Hanna Ghosn, journaliste et propriétaire du quotidien libanais Al-Diar, qui fut l'un des piliers de la grande presse au Liban. À 24 ans, cet ancien du Lycée franco-libanais de la Mission laïque française au Liban, devient le plus jeune rédacteur en chef de France, alors qu’il est encore étudiant à l’IEP de Paris, après une licence d’histoire et d’archéologie.
Georges Ghosn est d'abord engagé par Marc Vigier, patron du Groupe Moniteur, comme rédacteur en chef d'une nouvelle publication, Construction Afrique, qu'il fait progresser avant de tenter de la racheter. Mais Marc Vigier refuse.
En 1983, à 29 ans, il propose à un groupe britannique spécialisé dans l'information économique et la publication de lettres spécialisées, MEED (Middle East Economic Digest), la traduction en français d'articles consacrés aux grands contrats en provenance des pays arabes. Dans ce but, il crée la coentreprise Publications économiques internationales (PEI), qu'il contrôle d'abord à 29 % puis à 100 % et qui publie une lettre intitulée Marchés arabes, totalisant 400 abonnements à 4 000 francs. Il lance d'autres lettres : Telex Arabie, Marchés africains, et Asie export, puis propose au Groupe Expansion de prendre 80 % du capital, ce qui est accepté en 1987.
Au même moment, avec sa femme Lina, il a créé en 1988 la chaîne de sandwicheries haut-de-gamme « Lina's », dont une centaine de points de vente seront plus tard ouverts à travers le monde.
Mais son autre société, Publications économiques internationales, va beaucoup moins bien. Alors qu'il avait fait miroiter au Groupe Expansion un bénéfice à venir de 1,5 million de francs, c'est le contraire qui se produit. Les pertes doublent et se traduisent pour ce dernier par une ardoise de 1 million de francs. Soucieux de se désengager rapidement, son actionnaire majoritaire lui donne discrètement vingt-quatre heures pour racheter PEI.

### L'acquisition deLa Cote Desfosséspuis deL'Agefi
En octobre 1988, il annonce son intention d'acheter le florissant quotidien boursier La Cote Desfossés et réunit pour cela d'autres « investisseurs » (Initiative et Finance, filiale d'Indosuez, Elf Aquitaine, le Crédit agricole, le CIC, la compagnie d'assurance britannique Prudential, l'allemand Hannover, UIC, La Mondiale et International Bankers), dont une partie sont en réalité des créanciers. En janvier 1989, la transaction est bouclée pour 253 millions de francs, dont 170 millions de francs versés immédiatement, d'autres sources parlant de 267 millions de francs. Mais sur les 170 millions de francs avancés immédiatement, la majorité a été empruntée aux banques, avec un échéancier de remboursement sur cinq ans.
Georges Ghosn fait évoluer le journal, pour compléter les cours de Bourse contenus dans la cote, il ajoute des articles d'analyse sur l'actualité française et internationale ainsi que des enquêtes de fond. Le principal concurrent, Les Échos, qui est passé le 11 janvier 1988 sous le contrôle du groupe britannique Pearson, montre l'exemple. Sa diffusion, qui n'était encore que de 43 000 en 1963 atteint 96 700 exemplaires en 1988 puis 113 069 exemplaires en 1991.
Georges Ghosn développe aussi une filiale qui aura un grand succès, Victoire Télématique, la télématique apportant la moitié des bénéfices dès 1988. Il prend cependant très vite conscience du risque de voir L'Agefi créer une cote boursière quotidienne susceptible de concurrencer la sienne, point fort de La Cote Desfossés, qui est comme L'Agefi vendue exclusivement par abonnement, sans publicité commerciale, dont les recettes stables rassurent les banquiers. Il décide donc de racheter aussi L'Agefi, dont le propriétaire, le Groupe Expansion de Jean-Louis Servan-Schreiber est très endetté. Pour respecter le souhait de ce dernier d'un déménagement rapide, permettant de libérer des locaux, Georges Ghosn installe L'Agefi dans un hôtel particulier du XVIIIe siècle, rue Saint-Augustin, appartenant à un ancien agent de change, qui nécessite des aménagements pour l'informatique. Moins d'un an après, Groupe Expansion vend La Tribune au même acquéreur, qui vient de décider que L'Agefi aura désormais un papier couleur ivoire, deux fois et demi plus coûteux que le précédent, mais ayant le même "toucher" que celui des billets de 500 francs. L'augmentation parallèle du prix de l'abonnement fait perdre 200 abonnés à L'Agefi sur un total de 4 000 à 5 000.

### La fusion entre laCote DesfossésetLa Tribune
En juin 1992, il rachète La Tribune, qui a de son côté déjà une diffusion payée de 43 500 exemplaires, le triple des 15 000 exemplaires affichés lors de son rachat de 1987. Le prix d'achat est de seulement 70 millions de francs, car le titre est, lui aussi, en déficit et son immeuble exclu de la transaction. Le siège de La Tribune, porte de Versailles, sera revendu cinq mois plus tard pour un montant plus élevé, 210 millions de francs.
Au début de l'hiver 1992, il fusionne La Cote Desfossés avec La Tribune, pour créer La Tribune Desfossés. Des chiffres invérifiables, émanant probablement du vendeur, circulent, concernant les pertes sur les premiers mois de 1992, du groupe qu'il a acheté. Georges Ghosn, pour sa part, affirme dans la presse qu'il n'a pris en charge que 25 millions de francs de pertes et qu'une augmentation de capital de 70 millions de francs va couvrir différents coûts exceptionnels : les clauses de cession liés aux départs de salariés (15 à 20 millions de francs), l'informatique rédactionnelle (7 millions de francs), le déménagement, les dépenses dites de productivité et une campagne de publicité. Côté recettes, il table sur 85 millions de francs annuels pour la publicité financière, en se basant sur le fait qu'en 1991, La Tribune et La Cote Desfossés y faisaient chacune un chiffre d'affaires net de 55 millions de francs. Côté publicité commerciale, il table sur 25 millions de francs, soit le maintien des recettes de La Tribune dans ce domaine, et annonce qu'il garantit 65 000 exemplaires vendus chaque jour aux annonceurs. Cet objectif ambitieux sera rapidement dépassé, malgré une conjoncture déprimée. La diffusion de La Tribune passe ainsi de 43 500 à 70 457 exemplaires payants entre 1991 et 1994, faisant mieux qu'absorber l'audience de La Cote Desfossés (27 700 exemplaires). Les deux lectorats ont été agrégés sans déperdition.

### La cession à LVMH
Ce mariage repose cependant sur un point faible : les dettes totalisent 230 millions de francs, pour des journaux de taille modeste, qui ne possèdent plus leurs sièges sociaux, alors que l'économie française est affaiblie par des taux d'intérêt à deux chiffres. La longue récession économique de 1992-1993, la plus sévère depuis 1945, voit la pagination publicitaire en presse économique chuter de 11 % en 1993. La Tribune perdra 17 millions de francs cette année-là. LVMH la rachète en août 1993.
Ce rachat ne satisfait pas l'un des actionnaires minoritaires, dont la part du groupe de presse de Georges Ghosn a été ramenée à 2 % du capital. Winfried Kruger, PDG de l'assureur allemand Hannover Rückversicherung, intente une procédure judiciaire juste après la reprise du titre. Il reproche leur passivité à deux autres créanciers-actionnaires, le Crédit national et Clinvest, filiale du Crédit lyonnais, qui selon lui n'ont « jamais développé aucune initiative propre à résoudre les problèmes » du groupe « pendant des mois et des mois ». Kruger s'étonne surtout qu'un autre actionnaire, AG2R La Mondiale ait reçu une part du capital plus importante après la transaction, en échange d'un apport en comptes courants. Finalement, un compromis est trouvé entre plusieurs actionnaires : un nouveau montage financier prévoit que LVMH réévalue son offre initiale de 70 millions de francs, en y incluant le quotidien financier L'Agefi, fortement déficitaire. Le « coup d'accordéon » financier prévoit une réduction du capital à 35 millions de francs, ramenant la part des actionnaires existants (AG2R La Mondiale, Hannover, Clinvest, Initiatives et Finances, Unidev) à 16 %, puis une augmentation de capital convertissant les créances des banques (Crédit national, UIC, Crédit lyonnais) en actions, et intégrant l'apport de 110 millions de francs de LVMH, qui prend 51 % du capital, auquel s'ajoute une avance en comptes courants du même LVMH, pour 20 millions de francs.
L'affaire rebondit un an plus tard, à la suite de la plainte pour abus de biens social de l'assureur allemand Hannover Rückversicherung. Georges Ghosn est mis en examen le 7 septembre 1994 par la juge d'instruction Édith Boizette. Des perquisitions ont lieu à son domicile et à celui de certains de ses employés, parmi lesquels Bruno Chabannes, patron de la filiale Victoire Télématique, mais tous sont ensuite mis hors de cause. Georges Ghosn souligne qu'il a ainsi accès au dossier et dépose lui-même deux plaintes en cours d'instruction : l'une contre la diffusion en 1992 d'un document mettant en cause sa stratégie et sa gestion de patron de presse, la seconde pour violation du secret de l'instruction.

### Reprise et cession duNouvel Économiste
En 1996, Georges Ghosn, associé à Claude Solarz, un industriel spécialisé dans la récupération de vieux papiers, reprend Le Nouvel Économiste. Le tribunal de commerce de Nanterre, sur injonction du procureur de la République, choisit son plan de reprise de préférence à celui proposé par Jupiter Communication, une société financière qui a pour actionnaire Pierre Bergé et qui proposait une offre plus élevée. L’hebdomadaire est alors en dépôt de bilan, plombé par 100 millions de francs de pertes cumulées, et affiche un déficit prévisionnel de 30 millions francs. Soutenu par la Banque Rivaud, proche du RPR, il fait passer Le Nouvel Économiste de la périodicité d’hebdomadaire à celle de bimensuel, avant de revendre le titre en 1998 au groupe hôtelier Accor.

### Le court passage au capital deFrance-Soir
En 1999, il reprend au groupe Hersant le quotidien France-Soir dont les ventes sont divisées par trois en moins de vingt ans, passant de 422 196 exemplaires en 1979 à 156 106 en 1998, et dont les pertes s'élèvent à plus de dix millions de francs par mois. Le journal compte alors encore 280 salariés. Georges Ghosn le rachète au groupe Hersant pour le franc symbolique et parle d’injecter 153 millions de francs, grâce à un crédit en plusieurs tranches, transitant par la banque belgo-néerlandaise BBL, puis dévoile un peu plus tard qu'il est le seul à porter ce projet, avec des banques. Il nomme à sa direction Jean-Luc Mano, ex-directeur de l'information de France 2. Le journal est revendu la même année à l'italien Poligrafici Editoriale, qui tente une nouvelle formule.

### Rachat de VSD
En juin 2018, Ghosn rachète au groupe Prisma,  VSD alors en difficulté. La reprise se fait dans un climat tendu, beaucoup de salariés la voyant comme « un plan social déguisé » et Ghosn comme un « fossoyeur ». Prisma reprend la dette du magazine et finance une partie des clauses de départ des journalistes.
Le magazine voit son effectif réduit de 31 à 7 salariés, beaucoup ayant fait jouer leur clause de conscience. VSD passe alors d'hebdomadaire à mensuel, voit son prix fortement augmenter de 2,70 € à 4,50 €. Ghosn annonce le recrutement de 7 nouveaux salariés principalement pour développer le web et un supplément pour les Millenials. En octobre 2018, il annonce que le magazine est presque à l'équilibre financier, en avance de plusieurs mois sur le plan de redressement. Mais en août 2019, VSD est placé en redressement judiciaire et Ghosn est alors en conflit avec le groupe Prisma. Selon lui « il y a eu beaucoup d'irrégularités dans la cession » et il  menace Prisma d'une action judiciaire.